# Kati Wolf
Kati Wolf (* 24. září 1974, Szentendre, Pest, Maďarsko) je maďarská zpěvačka a bývalá letecká stevardka.
Reprezentovala Maďarsko na soutěži Eurovision Song Contest 2011 s písní "What About My Dreams?". V sedmi letech (1981) nazpívala titulní skladbu k populárnímu maďarskému kreslenému filmu Vuk. Vedle zpěvu si také brala kurzy klavíru, jazzu a tance.

## Biografie

### Rodina
Kati se narodila a vyrůstala v malém maďarském městě jménem Szentendre. Její otec je Peter Wolf, slavný skladatel, který napsal skladeb pro mnoho maďarských hudebníků. Má dva starší bratry. Je vdaná a má dvě děti.

### Hudební kariéra
Kati byl členkou jazzových kapel jako Queen Tribute, Stúdió Dél a Sunny Dance Band. V roce 2009 vydala své debutové album Wolf-áramlat. O rok později se zúčastnila maďarské verze X Factoru, kde získala šesté místo.

### Eurovision Song Contest
Dne 9. března 2011 maďarská televize MTV oznámila, že bude Kati reprezentovat Maďarsko na Eurovision Song Contest 2011 s písní "Szerelem, miért múlsz?" ("What About My Dreams?").
Dne 12. května vystoupila v prvním semifinále soutěže, ve kterém se umístila na sedmé pozici. V sobotu 16. května vystoupila na scéně finále soutěže, kde se nakonec umístila na 22. místě.

## Diskografie

### Alba
- Wolf-áramlat (2009)
- Az első X — 10 dal az élő showból (2011)

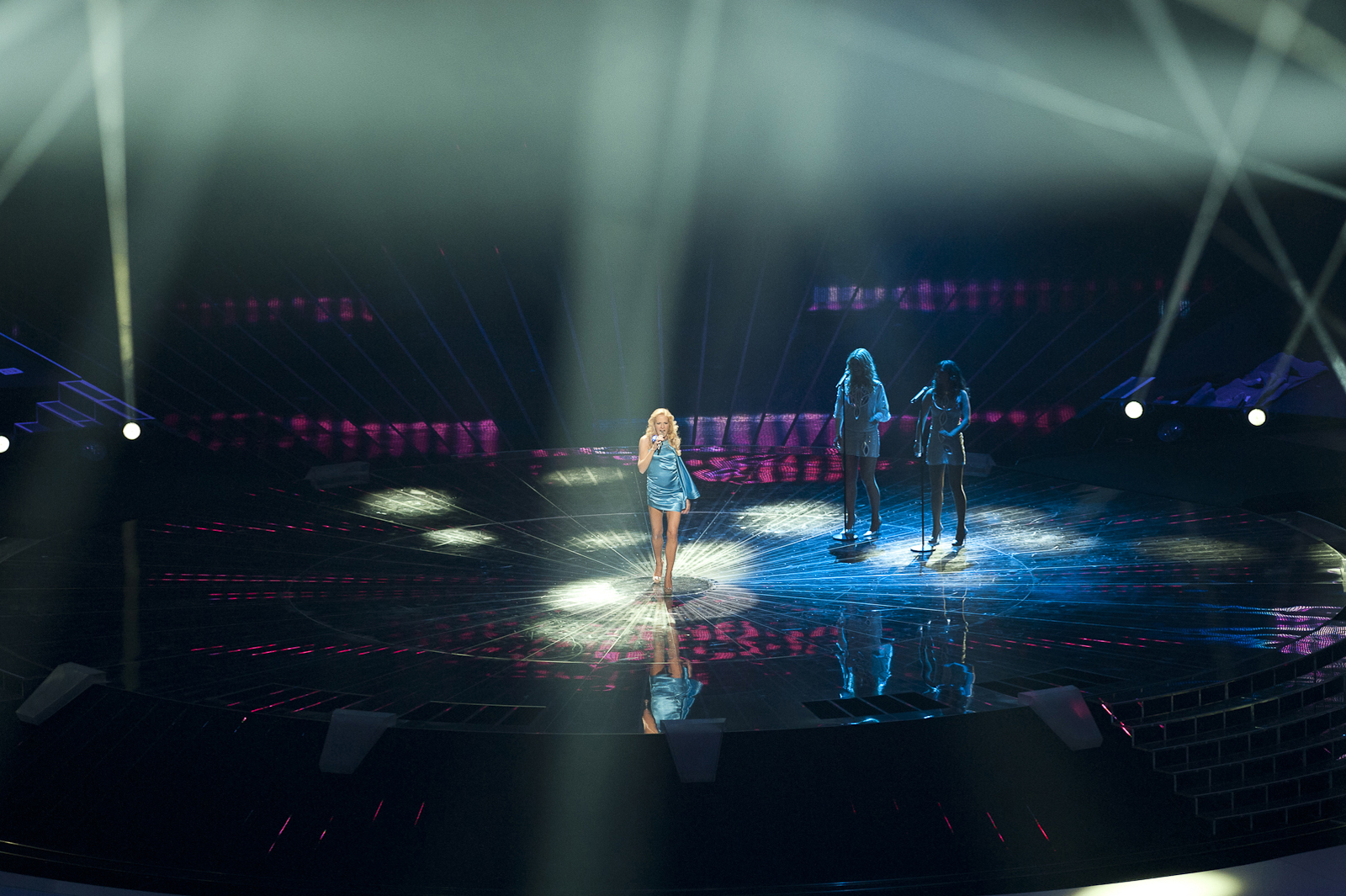
Kati Wolf vytupuje na Eurovision Song Contest 2011

- Vár a holnap (2011)

### Singly v žebříčcích
| Rok  | Titul                   | Nejvyšší umístění | Nejvyšší umístění | Nejvyšší umístění | Nejvyšší umístění | Nejvyšší umístění | Certifikace | Album        |
| Rok  | Titul                   | AUS               | BEL Tip           | SWI               | UK                | HUN               | Certifikace | Album        |
| ---- | ----------------------- | ----------------- | ----------------- | ----------------- | ----------------- | ----------------- | ----------- | ------------ |
| 2011 | "What About My Dreams?" | 47                | 45                | 53                | 128               | 1                 |             | Vár a Holnap |
| 2012 | "Lángolj"               | —                 | —                 | —                 | —                 | 15                |             | Vár a Holnap |
| 2012 | "Az aki voltam"         | —                 | —                 | —                 | —                 | 29                |             | Vár a Holnap |

### Jiné singly
- Vuk (1981)

| Маďarsko na Eurovision Song Contest   | Маďarsko na Eurovision Song Contest | Маďarsko na Eurovision Song Contest           |
| ------------------------------------- | ----------------------------------- | --------------------------------------------- |
| Předchůdce: Zoli Ádok "Dance with Me" | 2011 Kati Wolf                      | Nástupce: Compact Disco "Sound of Our Hearts" |